# Květináč

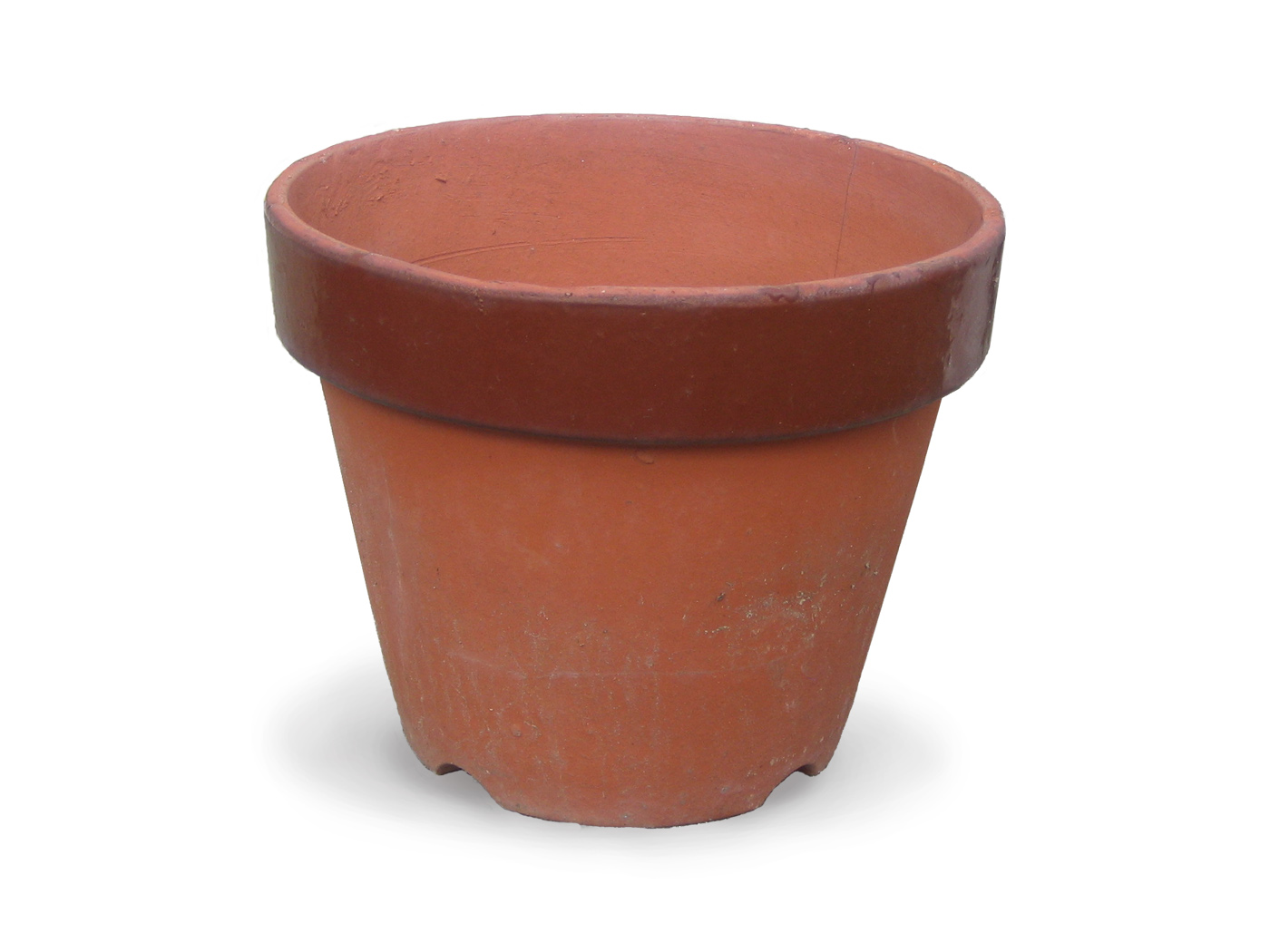
Květináč

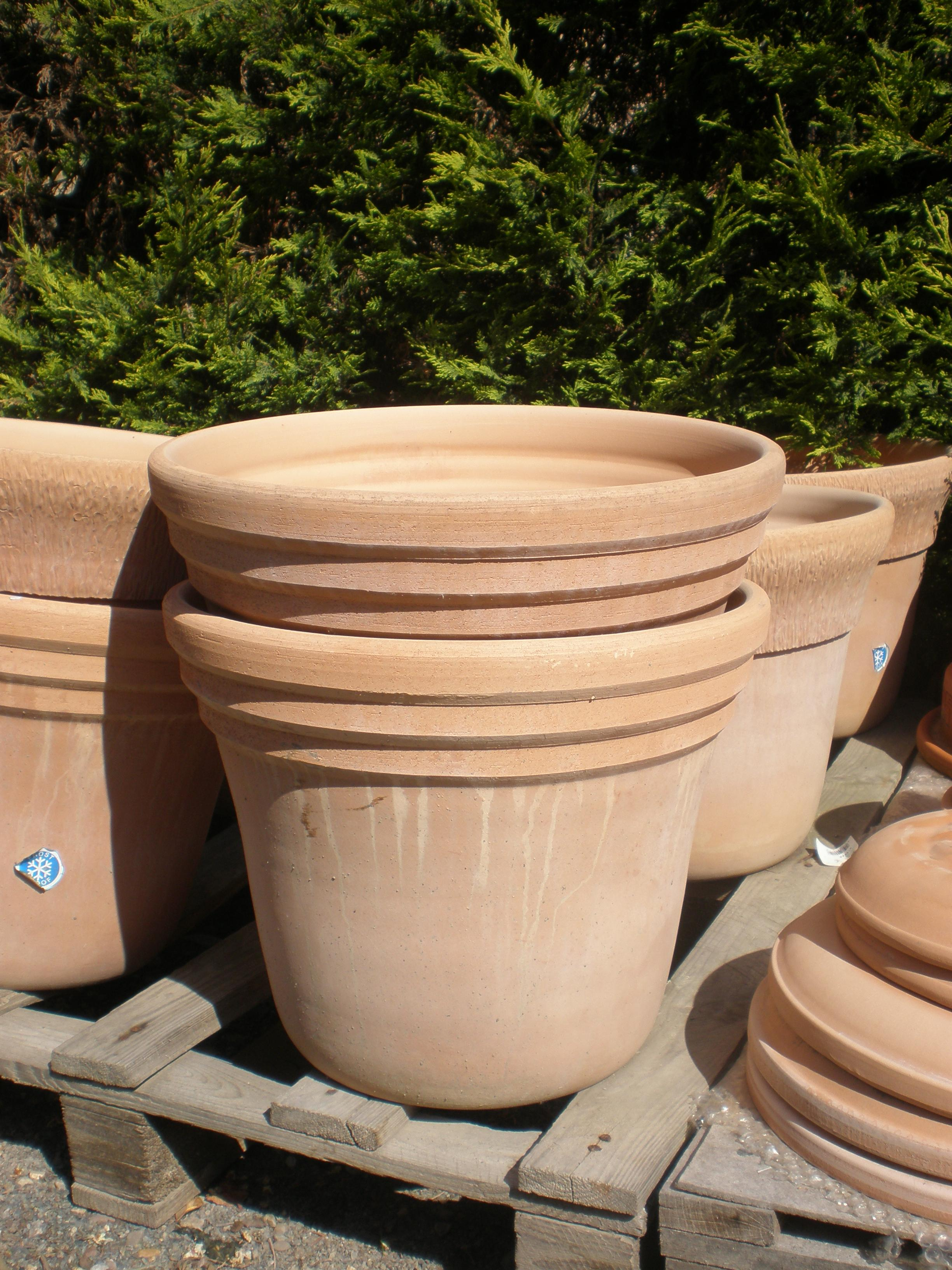

Květináč nebo kořenáč (na Chodsku vrhlík) je nádoba nejrůznější velikosti, která slouží pro pěstování rostlin v cizorodém prostředí. Nádoba může být vyrobena z nejrůznějších materiálů, mezi nejčastěji používané patří plasty, keramika, dřevo či kov.
Nádoba může mít ve dnu vytvořené otvory, kterými odtéká po zalévání přebytečná voda na misku. To umožňuje vytvoření zásoby spodní vody a tak znemožňuje trvalé podmáčení kořenů rostliny, jež by mohlo následně vést k jejích hnilobě či plesnivění. Rostlina má zde půdu relativně vlhkou, ale nepřesycenou vodou. Kořenovým systémem si pak sama odebírá vodu v takovém množství, kolik jí využije. Opačným případem je uzavřený květináč, ve kterém nádoba zadržuje veškerou dodávanou vodu a tedy neumožňuje rostlině s ní hospodařit.
Do květináče se vkládá zpravidla substrát s pěstovanou rostlinou, dodávanou vodou a případně také hnojivo. Hnojivo se dodává ve formě tyčinek, které se zvolna vodou rozpouštějí a tak se do zeminy dostávají živiny potřebné pro růst pěstované rostliny.